# Podromanija
Podromanija (en serbe cyrillique : Подроманија) est un village de Bosnie-Herzégovine. Il est situé sur le territoire de la ville d'Istočno Sarajevo, dans la municipalité de Sokolac et dans la république serbe de Bosnie. Selon les premiers résultats du recensement bosnien de 2013, il compte 1 405 habitants.

## Géographie
Le village est situé au sud-ouest de Sokolac, au nord-est du mont Romanija.

## Démographie

### Évolution historique de la population dans la localité
| 1948 | 1953 | 1961 | 1971 | 1981 | 1991 | 2013  |
| ---- | ---- | ---- | ---- | ---- | ---- | ----- |
| -    | -    | 564  | 641  | 653  | 377  | 1 405 |

|  |

### Communauté locale
En 1991, la communauté locale de Podromanija comptait 560 habitants, répartis de la manière suivante :